# Motorola FONE F3

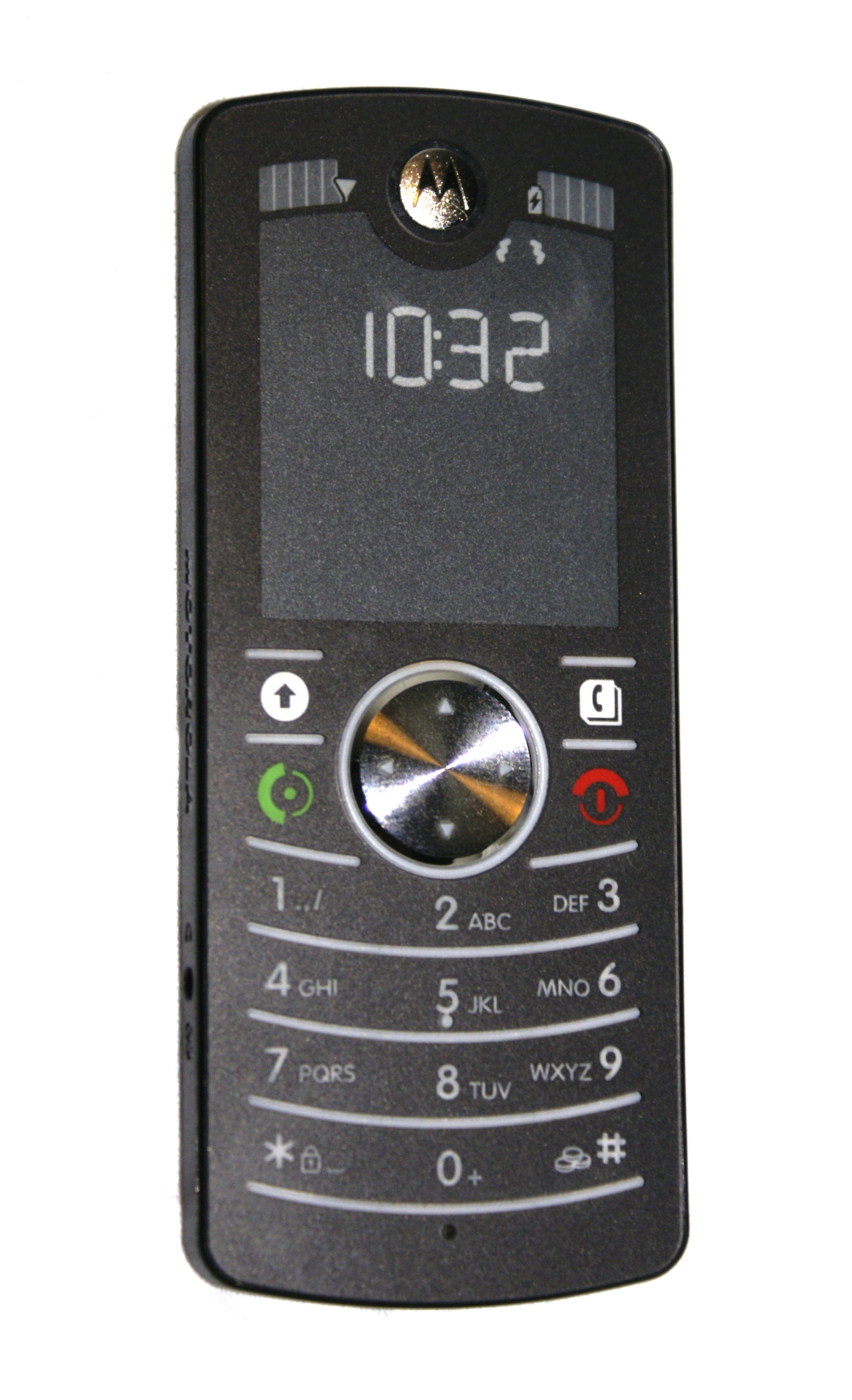
Motorola FONE F3

Motorola FONE F3 (ibland kallad MOTOFONE) är en mobiltelefon från Motorola. Telefonen är tillgänglig i två olika format, en med GSM och en med CDMA, båda från sista kvartalet av 2006. 
Motorola FONE F3 är designad för att passa u-länder och billigare marknader. Det gör att telefonen har färre funktioner, men den är också billigare än de flesta andra. Motorola gjorde den enklare att använda för utvecklingsmarknader genom enkla symboler och talinstruktioner istället för läsinstruktioner för de som inte är läskunniga. 

## Skärmteknik
Motorola F3 är den första telefonen som använder elektroniskt papper till skärmen. Skärmen är energibesparande på så sätt att den bara kräver ström för att ändra sitt innehåll, inte för att kvarhålla det, något som bidrar till att göra batteritiden längre.
Det finns bara ett fåtal tecken på telefonen, och den kan bland annat inte skilja på stora och små bokstäver. Förutom det latinska alfabetet (åäö finns inte) finns följande tecken:
- Komma (,)
- Divis (-)
- Frågetecken (?)
- Snabel-a (@)
- Asterisk (*)
- Nummertecken (#, visas som 'H')